# Kobieta ze stali
Kobieta ze stali (hiszp. Soy Tu Dueña, 2010) – meksykańska telenowela wyprodukowana przez kanał telewizyjny Televisa. Jest to remake telenoweli z 1995 roku pt. La Dueña.

## Opis fabuły
Valentina Villalba jest zaręczona z Alonso. W dniu ślubu Alonso nie pojawia się jednak w kościele i ośmiesza narzeczoną przed wszystkimi. Po tym zdarzeniu Valentina zmienia się w zimną i rozgoryczoną kobietę. Porzuca wszystko i wyjeżdża na hacjendę „Los Cascabeles”, gdzie poznaje José Miguela, w którym się zakochuje. Na przeszkodzie stoi im Alonso, który chce odzyskać dawną narzeczoną, Ivana, która czyha na majątek Valentiny i matka Jose Miguela, Doña Leonor, której Valentina nie przypadła do gustu.

## Obsada
- Lucero – Valentina Villalba Rangel „La Dueña”
- Fernando Colunga – José Miguel Montesinos
- Gabriela Spanic – Ivana Dorantes Rangel
- Silvia Pinal – Isabel Rangel de Dorantes
- Marisol Santacruz – Cecilia Rangel de Villalba
- Guillermo Capetillo – Rogelio Villalba
- Ana Martín – Benita Garrido
- Eric del Castillo – Federico Montesinos
- Jacqueline Andere – Leonor de Montesinos
- Sergio Goyri – Rosendo Gavilán
- David Zepeda – Alonso Peñalvert
- Marisol del Olmo – Gabriela Islas
- Eduardo Capetillo – Horacio Acosta
- Fabián Robles – Felipe Santibáñez Barrera
- Cristina Obregón – Sandra Enriqueta Macotela Vermodes
- Ana Bertha Espín – Enriqueta de Macotela
- David Ostrosky – Moisés Macotela
- Julio Alemán – Ernesto Galeana
- Carlos Bracho – ksiądz Justino Samaniego # 1
- Arsenio Campos – ksiądz Justino Samaniego # 2
- Raúl Padilla ‘Chóforro’ – ksiądz Ventura Menchaca
- Claudio Bàez – Óscar Ampúdia
- Emoé de la Parra – Narda de Ampúdia
- Alejandra Procuna – Brenda Castaño Lagunes
- Niko Caballeros – Santiago Lagunes de Castaño
- Myrrha Saavedra – Leonela Lagunes de Castaño
- Tony Vela – komendant Bruno Toledo
- Anabel Ferreira – Amparo
- Juan Carlos Serrán – komisarz Librado Mansanardes
- Pilar Montenegro – Arcelia Olivares
- Eduardo Rodríguez – dr Esteban Noguera
- Tony Bravo – Evelio Zamarripa/Úrsulo Barragán
- Rossana San Juan – Crisanta Camargo
- Fátima Torre – Iluminada Camargo
- Paul Stanley – Tomoteo ‘Timo’
- Claudia Ortega – Teresa de Granados
- Eduardo Rivera – Juan Granados
- Diego Ávila – Chuy Granados
- Evelyn Ximena – Teresita Granados
- José Carlos Ruiz – Sabino Mercado
- Mário del Río – Fildelfo Porras
- Alejandro Ruiz – Nazario Melgarejo
- Aurora Clavel – Angustias Melgarejo
- Gerardo Albarrán – Nerón Almoguera
- Vicente Herrera – Dante Espindola
- Diana Osorio – Margarita Corona
- Salvador Ibarra – Censo Lagunes
- Justo Martínez – Sancho
- Flora Fernández – Asunta
- Marina Marín – Loretito
- Paulina de Labra – Tirsa
- Patricia Ramírez – Gisela
- María Prado – Griselda
- Cecy Gutiérrez – Betina
- Theo Tapia – Hércules
- Amairani – Miranda
- Hanny Sáenz – Estebán
- Martha Julia – przyjaciółka Valentiny
- Miriam Said
- Rebeca Mankita – druhna
- Cristina Bernal – druhna
- Silvia Ramírez – druhna
- Manola Diez – druhna
- Mónica Dossetti – prostytutka
- Yesenia Spezzia – prostytutka
- Karla Barahona – prostytutka
- Janet Rúiz – więźniarka
- Adriana Laffan – więźniarka